# (37939) Hašler
(37939) Hašler ist ein Asteroid des Hauptgürtels, der am 16. April 1998 von der tschechischen Astronomin Lenka Šarounová an der Sternwarte Ondřejov (IAU-Code 557) in der Nähe von Prag entdeckt wurde.
Der Asteroid wurde am 6. Januar 2003 nach dem tschechischen Schauspieler, Sänger, Kabarettist, Autor, Regisseur und Filmproduzenten Karel Hašler (1879–1941) benannt, der bei seinem Publikum für seine patriotischen Lieder und seine Komödien beliebt war.